# 떼시스
《떼시스》(스페인어: Tesis)는 스페인에서 제작된 알레한드로 아메나바르 감독의 1996년 공포 스릴러 영화이다. 아나 토렌트 등이 출연하였고, 호세 루이스 쿠에르다 등이 제작에 참여하였다.
1997년 제11회 고야상에서 작품상, 신인 감독상, 각본상 등 7개 부문을 수상하였다.

## 출연진
- 아나 토렌트
- 펠레 마르티네스
- 에두아르도 노리에가
- 사비에르 엘로리아가
- 미겔 피카소

## 기타 제작진
- 협력 제작: 알레한드로 아메나바르, 한스 부르만
- 제작 관리: 에밀리아노 오테기
- 조감독: 마테오 힐, 왈테르 프리에토